# Tlaková myčka

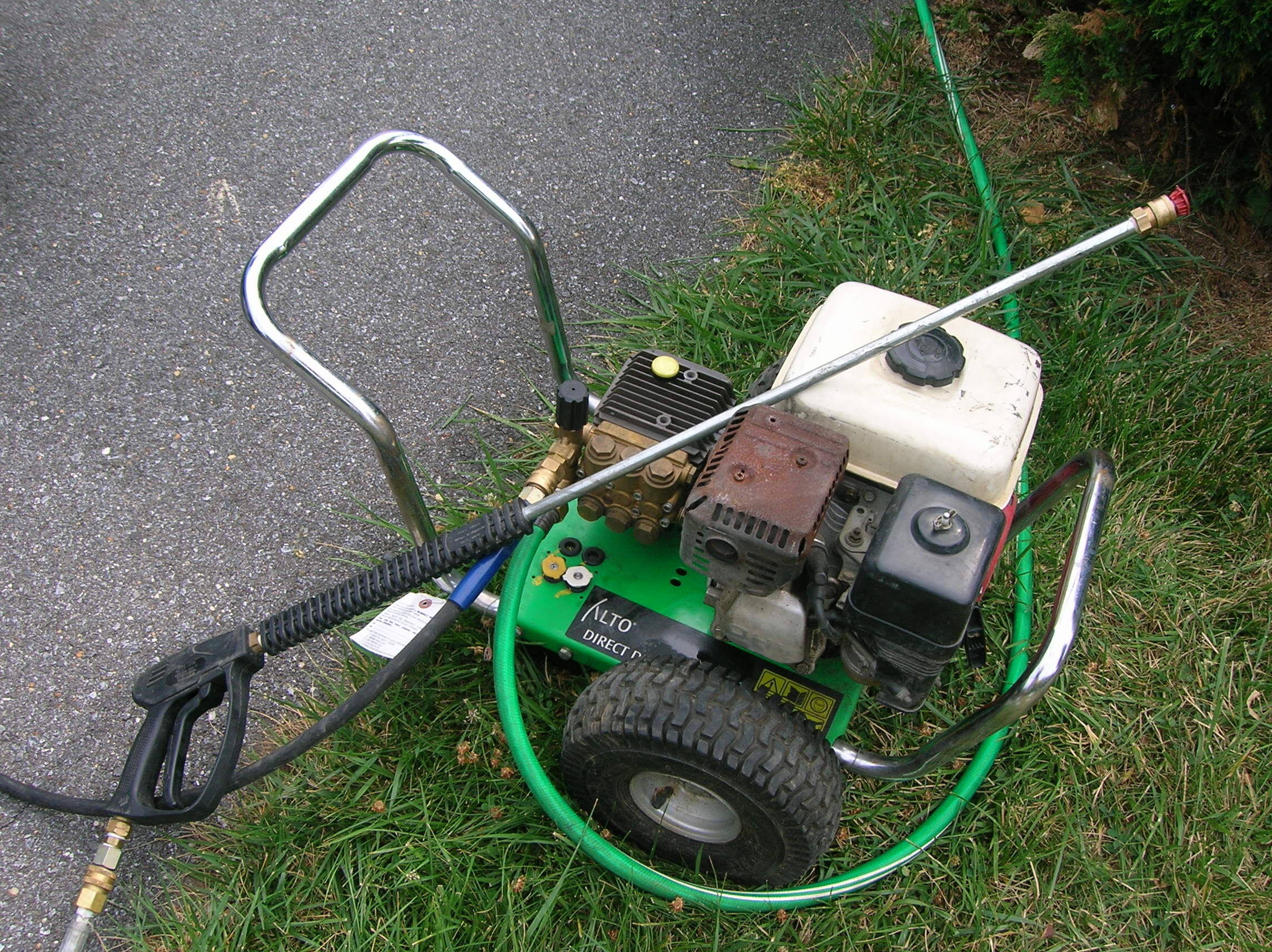
Tlaková myčka s benzinovým motorem a tlakem 275Bar/4000Psi

Tlakovou myčkou lze odstraňovat starý nátěr z lodi.

Tlaková myčka (lidově wapka či vapka) je vodní vysokotlaký mechanický postřikovač používaný k vysokotlakému čištění povrchů a materiálů a tedy k odstranění:
- Atmosférických nečistot (prachové částice, smog, saze a jiné nečistoty vznikající reakcemi materiálu povrchů s kyselými dešti)
- organických nečistot (řasy, plísně, mechy a pod.)
- graffiti, barev, laků a mořidel
- mastnoty a olejových skvrn
- cementového povlaku, rzi i solného výkvětu
- pogumování betonových, asfaltových a antiskidových povrchů
- žvýkaček, apod.

## Historie
První vysokotlaký čistič s ohřevem vody postavil v polovině 20. století v Německu Alfred Kärcher z Bádensko-Württemberska.[zdroj?]
Zakladatelská firma se časem tak proslavila, že slovo Kärcher se dnes v některých státech (Francie, Spojené království, Německo, atd.) používá jako synonymum pro vysokotlaké čisticí stroje pro mytí aut a venkovních prostorů. V češtině se ve stejné roli používá název wapka či vapka, což je zlidovělý (apelativizovaný) název vysokotlaké techniky od německého výrobce Wap Reinigungssysteme GmbH (začleněného v roce 2004 do dánského koncernu Nilfisk-Advance).

## Složení strojů a jejich možnosti
Základní částí strojů je motor, který pohání vysokotlaké pístové čerpadlo, vysokotlaká hadice a pistole.
Motory jsou buď elektrické nebo spalovací, jednofázové nebo třífázové. Ohřev vody je realizován naftovým nebo elektrickým kotlem. Optimální varianta je většinou dána prostředím, v kterém se vysokotlaký čistič provozuje. Stroje se pro účely čištění dodávají v rozsahu tlaků 60 – 350 barů při průtoku vody 400 – 2000 l/hod.
Při použití těchto strojů není potřeba používat chemické přípravky, i když je možnost na problémovou špínu (například oleje, tuky) spolu s mechanickou silou vody využít i chemický účinek biodegradabilních detergentů přisávaných automaticky do čističe. Běžně je špína odplavená proudem vody pryč z povrchu. Dnes už ale existují i stroje se sběrači, které vodu se špínou a případně i detergentem odvádějí přímo do odpadních kontejnerů nebo do kanalizace.